# Сода-Спрингс (Айдахо)
Сода-Спрингс (англ. Soda Springs) — окружной центр округа Карибу, штат Айдахо, США. Согласно переписи 2010 года население составляло 3058 человек, что на 323 человека меньше, чем в 2000 году.

## География
Сода-Спрингс расположена по координатам 42°39′28″ с. ш. 111°35′10″ з. д. (42.657873, -111.586082). По данным Бюро переписи населения США в 2010 году город имел площадь 11,87 км², из которых 11,75 км² — суша и 0,12 км² — водоёмы.

### Климат
| Показатель                          | Янв.  | Фев.  | Март  | Апр.  | Май  | Июнь  | Июль | Авг. | Сен.  | Окт.  | Нояб. | Дек.  | Год   |
| ----------------------------------- | ----- | ----- | ----- | ----- | ---- | ----- | ---- | ---- | ----- | ----- | ----- | ----- | ----- |
| Абсолютный максимум, °C             | 14,4  | 13,3  | 20,6  | 26,7  | 31,7 | 36,1  | 38,3 | 36,7 | 33,3  | 29,4  | 19,4  | 13,9  | 38,3  |
| Средний суточный максимум, °C       | −1,9  | 0,1   | 4,7   | 11,3  | 17,2 | 23,3  | 28,4 | 27,7 | 21,8  | 14,5  | 4,8   | −1    | 12,6  |
| Средний суточный минимум, °C        | −13,3 | −11,7 | −7,3  | −3    | 1,4  | 4,8   | 7,3  | 6,7  | 1,8   | −3,2  | −7,6  | −13,3 | −3,1  |
| Абсолютный минимум, °C              | −38,3 | −35,6 | −28,3 | −18,9 | −8,3 | −12,2 | −3,3 | −7,2 | −11,1 | −14,4 | −31,7 | −38,3 | −38,3 |
| Норма осадков, мм                   | 29    | 32    | 36    | 34    | 54   | 35    | 32   | 33   | 27    | 32    | 29    | 26    | 399   |
| Источник: NOAA (normals, 1971–2000) |       |       |       |       |      |       |      |      |       |       |       |       |       |

## Демография
| Год переписи | Нас. |  | %±     |
| ------------ | ---- |  | ------ |
| 1900         | 428  |  | —      |
| 1910         | 501  |  | 17,1%  |
| 1920         | 935  |  | 86,6%  |
| 1930         | 831  |  | −11,1% |
| 1940         | 1087 |  | 30,8%  |
| 1950         | 1329 |  | 22,3%  |
| 1960         | 2424 |  | 82,4%  |
| 1970         | 2977 |  | 22,8%  |
| 1980         | 4051 |  | 36,1%  |
| 1990         | 3111 |  | −23,2% |
| 2000         | 3381 |  | 8,7%   |
| 2010         | 3058 |  | −9,6%  |
| 2020         | 3133 |  | 2,5%   |

### Перепись 2010 года
По данным переписи 2010 года, в городе проживало 3 058 человек в 1 204 домохозяйствах в составе 830 семей. Плотность населения составила 260,1 чел./км². Было 1 393 квартир, средняя плотность которых составляла 118,5/км². Расовый состав города: 96,4% белых, 0,1% афроамериканцев, 0,3% индейцев, 0,3% азиатов, 0,4% тихоокеанских островитян, 1,4% других рас, а также 1,2% двух или более рас. Доля испанцев и латиноамериканцев составляла 3,4% населения.
Из 1 204 домохозяйств 33,4% имели детей младше 18 лет, которые жили с родителями; 56,9% были супругами, жившими вместе; 8,4% имели хозяйку без мужчины; 3,7% имели хозяина без супруги и 31,1% не были семьями. 28,2% домохозяйств состояли из одного человека, в том числе 12,5% в возрасте 65 лет и старше. В среднем на домохозяйство приходилось 2,47 жителя, а средний размер семьи составил 3,03 человека.
Средний возраст жителей города составил 37,8 лет. Из них 27,4% были лица младше 18 лет; 7,1% — в возрасте от 18 до 24 лет; 22,9% в возрасте от 25 до 44 лет; 26,2% в возрасте от 45 до 64 лет и 16,4% — в возрасте 65 лет и старше. Половой состав населения: 49,7% — мужчины и 50,3% — женщины.
Средний доход на одно домашнее хозяйство составил 61 122 доллара США (медиана — 55 278), а средний доход на одну семью — 68 415 долларов (медиана — 62 985). Медиана доходов составляла 58 792 доллара для мужчин и 27 273 доллара для женщин. За чертой бедности находилось 9,5% человек, в том числе 5,1% детей младше 18 лет и 7,1% лиц в возрасте 65 лет и старше.
Гражданское трудоустроенное население составляло 1317 человек. Основные области занятости: образование, здравоохранение и социальная помощь — 20,0%, производство — 15,9%, розничная торговля — 14,7%, сельское хозяйство, лесничество, рыбалка — 14,0%.

### Перепись 2000 года
По данным переписи 2000 года, в городе проживало 3 381 человек в 1 210 домохозяйствах в составе 905 семей. Плотность населения составила 288,2 чел./км². Было 1 505 квартир, средняя плотность которых составляла 128,3/км². Расовый состав города: 96,63% белых, 0,03% афроамериканцев, 0,09% индейцев, 0,15% азиатов, 0,21% тихоокеанских островитян, 1,18% других рас и 1,72% двух или более рас. Доля испанцев и латиноамериканцев составляла 2,90% населения.
Из 1 210 домохозяйств 40,7% имели детей младше 18 лет, которые жили с родителями; 66,1% были супругами, жившими вместе; 6,5% имели хозяйку без мужчины, и 25,2% не были семьями. 22,1% домохозяйств состояли из одного человека, в том числе 9,3% в возрасте 65 лет и старше. В среднем на домохозяйство приходилось 2,74 жителя, а средний размер семьи составил 3,24 человека.
Возрастной состав населения: 30,8% лица младше 18 лет, 9,5% в возрасте от 18 до 24 лет, 26,0% в возрасте от 25 до 44 лет, 20,1% в возрасте от 45 до 64 лет и 13,5% в возрасте 65 лет и старше. Средний возраст жителей — 34 года. Половой состав населения: 48,8% — мужчины и 51,2% — женщины.
Средний доход домохозяйств в городе составил 40 690 долларов США, семей — 46 152 доллара. Средний доход мужчин составил 41 979 долларов и 21 250 долларов у женщин. Доход на душу населения в городе составлял 15 729 долларов. Приблизительно 7,0% семей и 9,3% населения находились за чертой бедности, включая 8,5% лиц младше 18 лет и 8,7% в возрасте 65 лет и старше.